# Shorewood Hills
Shorewood Hills és una població dels Estats Units a l'estat de Wisconsin. Segons el cens del 2000 tenia 1.732 habitants.

## Demografia
Segons el cens del 2000, Shorewood Hills tenia 1.732 habitants, 640 habitatges, i 504 famílies. La densitat de població era de 825,6 habitants per km².
Dels 640 habitatges en un 36,7% hi vivien nens de menys de 18 anys, en un 70,8% hi vivien parelles casades, en un 5,9% dones solteres, i en un 21,1% no eren unitats familiars. En el 18% dels habitatges hi vivien persones soles el 8,9% de les quals corresponia a persones de 65 anys o més que vivien soles. El nombre mitjà de persones vivint en cada habitatge era de 2,59 i el nombre mitjà de persones que vivien en cada família era de 2,94.
Per edats la població es repartia de la següent manera: un 26,5% tenia menys de 18 anys, un 3,2% entre 18 i 24, un 16,7% entre 25 i 44, un 36,5% de 45 a 60 i un 17,1% 65 anys o més.
L'edat mediana era de 47 anys. Per cada 100 dones de 18 o més anys hi havia 96,1 homes.
La renda mediana per habitatge era de 122.879 $ i la renda mediana per família de 131.265 $. Els homes tenien una renda mediana de 93.506 $ mentre que les dones 51.667 $. La renda per capita de la població era de 57.328 $. Aproximadament el 2,3% de les famílies i el 2,7% de la població estaven per davall del llindar de pobresa.

## Poblacions properes
El següent diagrama mostra les poblacions més properes.